# Kolonia Szklin
Kolonia Szklin (ukr. Шклинь Другий) – wieś na Ukrainie w rejonie łuckim obwodu wołyńskiego.

## Historia
Pod koniec XIX w. kolonia w gminie Czaruków, w powiecie łuckim.
Do 2020 w rejonie horochowskim. 